# HD 76113
HD 76113，又名CP-57 1759，SAO 236339、HR 3536，是一颗恒星，视星等为5.59，位于銀經275，銀緯-8.43，其B1900.0坐标为赤經8h 49m 3.5s，赤緯-57° -8.43′ 26″。